# Онгаро, Истон
И́стон Онга́ро (англ. Easton Ongaro; род. 5 июня 1998, Эдмонтон, Канада) — канадский футболист, нападающий клуба «Новара».

## Карьера
В ноябре 2018 года на драфте Канадской премьер-лиги Онгаро был выбран в третьем раунде под общим 15-м номером клубом «Кавалри». Однако, 1 мая 2019 года он подписал контракт с клубом «Эдмонтон». Его профессиональный дебют состоялся 12 июня 2019 года в матче Первенства Канады против «Йорк 9». 27 июля 2019 года в матче против «Форджа» он забил свой первый гол в профессиональной карьере. Всего в сезоне 2019 забил 10 голов, став лучшим бомбардиром клуба и четвёртым в общей гонке бомбардиров лиги. 12 ноября 2019 года Онгаро подписал с «Эдмонтоном» новый многолетний контракт. 4 октября 2020 года Онгаро отправился в аренду в клуб Первого дивизиона Дании «Веннсюссель» до конца года с опцией выкупа. В Дании отыграл в сумме восемь матчей (семь — в чемпионате и один — в национальном кубке). По окончании срока аренды вернулся в «Эдмонтон». В сезоне 2021 с 12 голами стал вторым лучшим бомбардиром КПЛ.
12 января 2022 года Онгаро заключил контракт с клубом румынской Лиги I УТА (Арад). 10 июня 2022 года Онгаро покинул УТА.
7 июля 2022 года Онгаро подписал контракт с клубом лиги MLS Next Pro «Уайткэпс 2» сроком до конца сезона 2022. Свой дебют за «Уайткэпс 2», 24 июля в матче против «Колорадо Рэпидз 2», он отметил дублем. 12 августа он был взят в краткосрочную аренду первой командой «Ванкувер Уайткэпс» на матч MLS против «Лос-Анджелес Гэлакси» следующим днём, в котором вышел в стартовом составе и был заменён после перерыва между таймами на Тозейнта Рикеттса.
15 ноября 2022 года Онгаро подписал контракт с клубом Канадской премьер-лиги «Пасифик». Дебютировал за «Пасифик» он 15 апреля 2023 года в матче стартового тура сезона против «Ванкувера». 20 апреля в матче Первенства Канады против «Кавалри» он забил свой первый гол за «Пасифик».
В январе 2024 года Онгаро перешёл в итальянский клуб «Новара», подписав контракт до 30 июня 2025 года.